# Didier Desmit
Didier Desmit, né le 17 août 1950 à Wilrijk (province d'Anvers), est un dessinateur et coloriste de bande dessinée belge, surtout connu pour son travail sur les décors de nombreux albums de la série Ric Hochet.

## Biographie
Didier Desmit naît le 17 août 1950 à Wilrijk. Enfant (il a une douzaine d'années), il rend visite à Tibet, le dessinateur des séries Ric Hochet et Chick Bill, pour lui montrer ses premiers dessins et solliciter des conseils. Il s'oriente d'abord vers une carrière scientifique puis commerciale et commence sa carrière professionnelle comme photographe. Sans avoir suivi de formation artistique, il devient par la suite l'assistant de Christian Denayer sur Alain Chevallier et Yalek avant de prendre la suite du même Denayer auprès de Tibet : en effet, Denayer était aussi le dessinateur des décors de Ric Hochet. Desmit reprend le décor de Ric Hochet à partir de la planche 11 du tome 26, L'Ennemi à travers les siècles (1978). « Il a une qualité que je n'ai pas : la patience, déclare Tibet. Il peut rester penché sur un décor pendant des heures alors que j'aurais, dans le même cas de figure, tout envoyé balader depuis bien longtemps... Didier est la mémoire de Ric Hochet : c'est son premier fan, son frère aîné. » (in Tibet la fureur de rire de P. Gaumer, Le Lombard). Didier Desmit dessinera les décors et les voitures de Ric Hochet jusqu'au tome 67 de la série, Le Nombre maudit (2003). Il assure aussi la colorisation des albums, de la planche 16 du tome 28, Hallali pour Ric Hochet (1979) jusqu'au tome 51, La Bête de l'apocalypse (1992). 
Entretemps, Desmit devient aussi le décoriste et le coloriste de l'autre série de Tibet, Chick Bill.
Parfaitement capable de dessiner des personnages, comme le prouvent les deux albums qu'il illustre seul, Les Galapiats de la rue Haute, une aventure du Chat-Tigre adaptée en bande dessinée du roman éponyme de Mik Fondal sur un scénario d'André-Paul Duchâteau, prépublié dans Hello Bédé du no 2 à 11 en 1991, publié en album au Lombard la même année ainsi que Des cierges au Diable, éd. Lefrancq (1994), Didier Desmit préfère se consacrer à sa spécialité de décoriste. C'est ainsi qu'en plus de Tibet, il assiste Marc Bourgne pour deux tomes de la série Frank Lincoln (2002 - 2003) et Francis Carin pour une aventure de Lefranc parue en 2004, L'Ultimatum. 
Desmit illustre également un grand nombre de publicités diverses, participant par exemple avec l'agence Des Images Pour Le Dire, à la réalisation de dispositifs interactifs innovants pour l'éducation et la formation; [8D: Rallye gagné].
Selon Patrick Gaumer, le style graphique de Desmit est très proche de celui de Tibet.

## Publications

### Albums

#### Dessin

##### Les Aventures du Chat-Tigre
- Les Galapiats de la rue Haute[5], Le Lombard, coll. « Signe de piste », Bruxelles, avril 1991
Scénario : André-Paul Duchâteau - Dessin et couleurs : Didier Desmit -  (ISBN 2-8036-0921-5),

##### Mr Wens
- 4. Des cierges au Diable[6], Lefrancq, coll. « BDétectives », Bruxelles, novembre 1994
Scénario : André-Paul Duchâteau - Dessin et couleurs : Didier Desmit -  (ISBN 2871531668),d'après S.-A. Steeman

#### Décors
- Ric Hochet, série de Tibet et A.-P. Duchâteau, tomes 26 à 67 (1978-2003), Le Lombard (en partie seulement les tomes 31 et 38, qui sont des recueils d'histoires courtes anciennes)

- Chick Bill, série de Tibet, Le Lombard

- Frank Lincoln, série de Marc Bourgne, tomes 2 et 3, Glénat, (2002-2003)

- Lefranc tome 16 L'Ultimatum de Jacques Martin et Francis Carin, Casterman, (2004)[7].

#### Livres
: document utilisé comme source pour la rédaction de cet article.
- Jean-Louis Lechat, Un demi-siècle d’aventures t. 2 : 1970 - 1996, Bruxelles, Le Lombard, 5 décembre 1996, 224 p., ill. ; 31 cm (ISBN 280361233X, OCLC 37995939, BNF 37539082, présentation en ligne), p. 125. .
- Jacques Fiérain, « Desmit, Didier », dans La BD à Bruxelles et en Brabant, Charleroi, Éd. l'Âge d'or, avril 2003, 144 p., ill. ; 31 cm (ISBN 9782960119664 et 2960119665, OCLC 470388171, présentation en ligne), p. 38.
- Patrick Gaumer, « Desmit, Didier », dans Dictionnaire mondial de la BD, Paris, Larousse, 2010, 953 p., ill. ; 27 cm (ISBN 978-2-0358-4331-9 et 2-0358-4331-6, OCLC 920924930, présentation en ligne), p. 248, 249. .
- Philippe Mellot, Michel Denni, Laurent Turpin et Isabelle Morzadec, Trésors de la bande dessinée : BDM 2021-2022 - Catalogue encyclopédique et Argus, Paris, Les Arènes, novembre 2020, 22e éd., 1700 p., ill. ; 23 cm (ISBN 9791037502582, OCLC 1240308146, présentation en ligne), p. 389, 646, 763. .